# Davert (Vogelschutzgebiet)
Das Gebiet Davert ist ein mit Verordnung von 2004 des Regierungspräsidiums Münster ausgewiesenes Europäisches Vogelschutzgebiet (Schutzgebietkennung DE-4111-401) im deutschen Land Nordrhein-Westfalen.
Die Vogelschutzrichtlinie der Europäischen Union dient der Erhaltung der wildlebenden, im Gebiet ihrer Mitgliedsstaaten heimischen Vogelarten und der Regelung des Schutzes, der Bewirtschaftung und der Regulierung dieser Vögel, ihrer Eier und Lebensräume.

## Lage
Die fünf Teilgebiete des insgesamt rund 22 Quadratkilometer großen Vogelschutzgebiets „Davert“ liegen im Kreis Warendorf und Kreis Steinfurt. Sie erstrecken sich entlang der Bundesautobahn 1 und südlich des Dortmund-Ems-Kanals auf Gebieten der Gemeinden Ascheberg und Senden sowie der Städte Drensteinfurt und Münster.
Durchzogen wir die Davert vom Emmerbach, der hier eine besondere Bedeutung für die Helm-Azurjungfer (Coenagrion mercuriale) hat.

## Beschreibung
Das Schutzgebiet „Davert“ wird als ein „zusammenhängendes, ausgedehntes historisches Waldgebiet mit naturnahen Waldgesellschaften, stau- oder grundwassergeprägten Böden, artenarmen Sternmieren-Eichen-Hainbuchenwäldern, bodensauren Eichenwäldern, knorrigen Eichen-Althölzern im mittleren bis starken Baumholzalter, Erlen- und Birken-Bruchwäldern sowie einem reich verzweigten Graben-/Fließgewässernetz innerhalb des Kernmünsterlandes“ beschrieben. Es ist das bedeutendste Brutgebiet des Mittelspechts in Nordrhein-Westfalen.

### Lebensraumklassen
|                                                                                         |                                                                                         |  |      |      |
| N06 – Binnengewässer, stehend und fließend                                              | N06 – Binnengewässer, stehend und fließend                                              |  | 1 %  | 1 %  |
| N10 – Feuchtes und mesophiles Grünland                                                  | N10 – Feuchtes und mesophiles Grünland                                                  |  | 3 %  | 3 %  |
| N15 – Anderes Ackerland                                                                 | N15 – Anderes Ackerland                                                                 |  | 2 %  | 2 %  |
| N16 – Laubwald                                                                          | N16 – Laubwald                                                                          |  | 73 % | 73 % |
| N20 – Kunstforste                                                                       | N20 – Kunstforste                                                                       |  | 20 % | 20 % |
| N23 – Sonstiges (einschl. Städte, Dörfer, Straßen, Deponien, Gruben, Industriegebiete)0 | N23 – Sonstiges (einschl. Städte, Dörfer, Straßen, Deponien, Gruben, Industriegebiete)0 |  | 1 %  | 1 %  |
|                                                                                         |                                                                                         |  |      |      |

### Lebensraumtypen
Folgende Lebensraumtypen sind im Vogelschutzgebiet beschrieben:
- 9110 – Hainsimsen-Buchenwald
- 9130 – Waldmeister-Buchenwald inkl. Waldgersten-Buchenwald
- 9160 – Subatlantischer oder mitteleuropäischer Stieleichenwald oder Sternmieren-Eichen-Hainbuchen-Wäldern
- 9190 – Alte bodensaure Eichenwälder auf Sandebenen
- 91D0 – Moorwälder*

Anmerkung: * = vom Verschwinden bedroht, die Europäische Gemeinschaft hat eine besondere Verantwortung für ihre Erhaltung.

## Schutzzweck
Genereller Schutzzweck ist die Erhaltung und Optimierung der zusammenhängenden, naturnahen Laubwälder inklusive ihres Wasserhaushaltes im
Verbund mit naturnahen Bachsystemen und Kleingewässern sowie die Förderung von Mittelspecht, Wespenbussard und Schwarzspecht.
Die gebietsbezogenen Erhaltungsziele und Erhaltungsmaßnahmen sind aber je nach Art unterschiedlich beschrieben.

### Brutvögel

#### Eisvogel

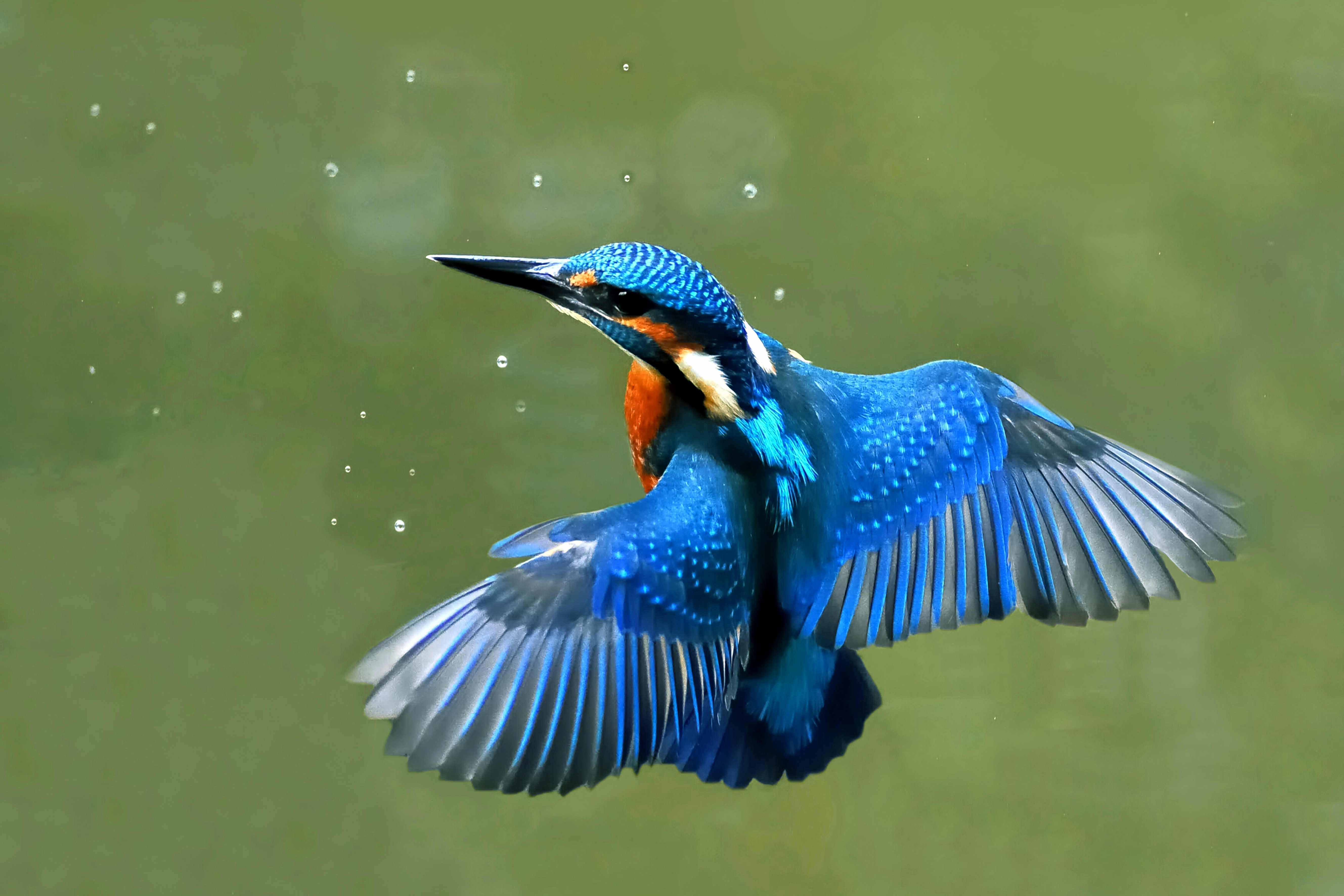
Eisvogel im Schwebflug

Erhaltung und Entwicklung von dynamischen Fließgewässersystemen mit Überschwemmungszonen, Prallhängen, Steilufern, die Vermeidung der Zerschneidung der besiedelten Lebensräume, die Erhaltung und Förderungeines dauerhaften Angebotes natürlicher Nistplätze, die schonende Gewässerunterhaltung unter Berücksichtigung der Ansprüche der Art, die Reduzierung von Nährstoff-, Schadstoff- und Sedimenteinträgen im Bereich der Nahrungsgewässer sowie die Vermeidung von Störungen an den Brutplätzen von März bis September

#### Mittelspecht
Erhaltung und Entwicklung von ausgedehnten, lebensraumtypischen Laub- und Mischwäldern sowie von Hartholzauen mit hohen Alt- und Totholzanteilen (bis zu zehn Bäume/Hektar), die Erhöhung des Eichenwaldanteils, die Vermeidung der Zerschneidung und Verinselung geeigneter Waldgebiete, die Verbesserung des Nahrungsangebotes, die Erhaltung von Höhlenbäumen sowie Förderung eines dauerhaften Angebotes geeigneter Brutbäume (vor allem Bäume mit Schadstellen und morsche Bäume), sowie die Vermeidung von Störungen an den Brutplätzen (März bis Juni)

#### Nachtigall

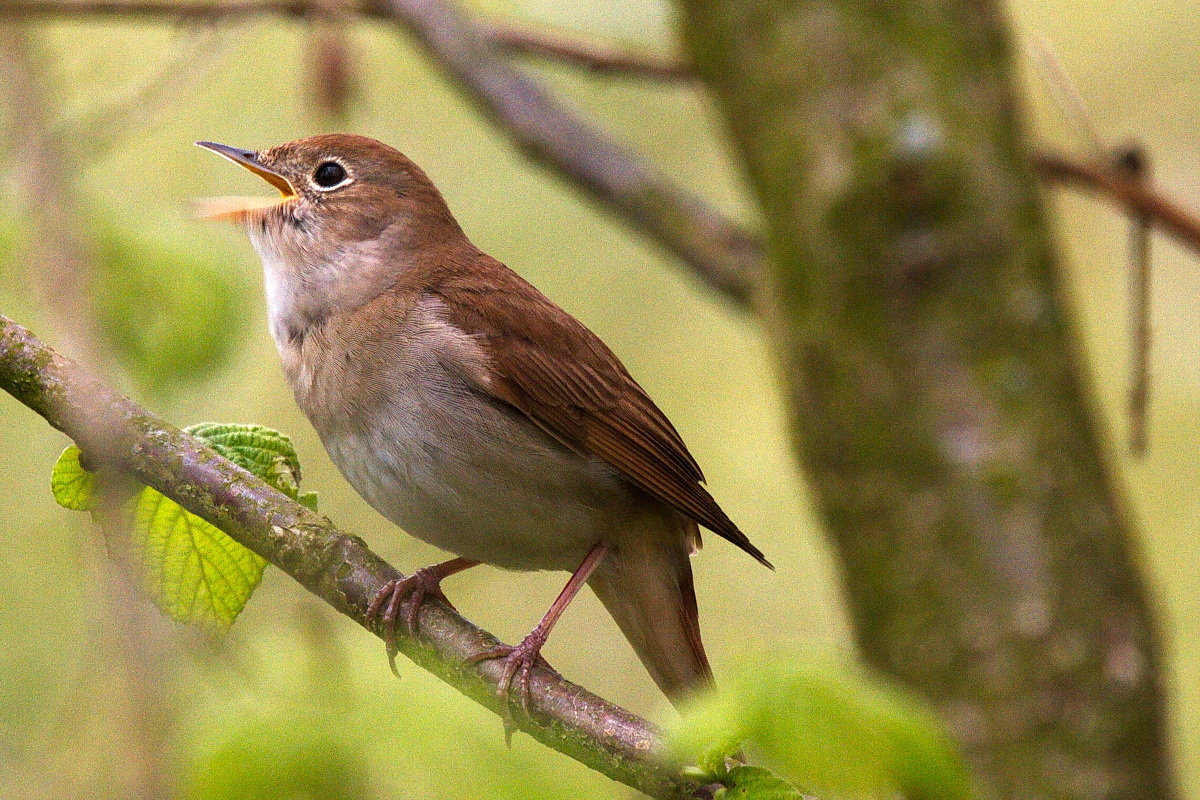
Nachtigall

Erhaltung und Entwicklung von unterholzreichen Laubmischwäldern und Gehölzen in Gewässernähe sowie von dichten Gebüschen an Dämmen, Böschungen, Gräben und in Parkanlagen, die Erhaltung und Entwicklung von nahrungs- und deckungsreichen Habitatstrukturen (vor allem dichte Krautvegetation, hohe Staudendickichte, dichtes Unterholz), die Verbesserung des Wasserhaushaltes zur Stabilisierung eines lebensraumtypischen Wasserstandes in Feucht- und Auwäldern sowie Feuchtgebieten sowie die Verbesserung des Nahrungsangebotes im Umfeld der Brutplätze

#### Neuntöter
Erhaltung von extensiv bewirtschafteten Streuobst-, Grünland- und Heidegebieten, von Nieder- und Mittelhecken aus standortheimischen Arten, insbesondere dorn- oder stachelbewehrte Gehölze, Erhaltung der Streuwiesen und offenen Moorränder, Erhaltung von Einzelbäumen und Büschen in der offenen Landschaft, von Feldrainen, Graswegen, Ruderal-, Staudenfluren und Brachen, Acker- und Wiesenrandstreifen, von Sekundärlebensräumen wie aufgelassene Abbaustätten mit vorgenannten Lebensstätten sowie Erhaltung des Nahrungsangebots, insbesondere mit größeren Insekten

#### Pirol

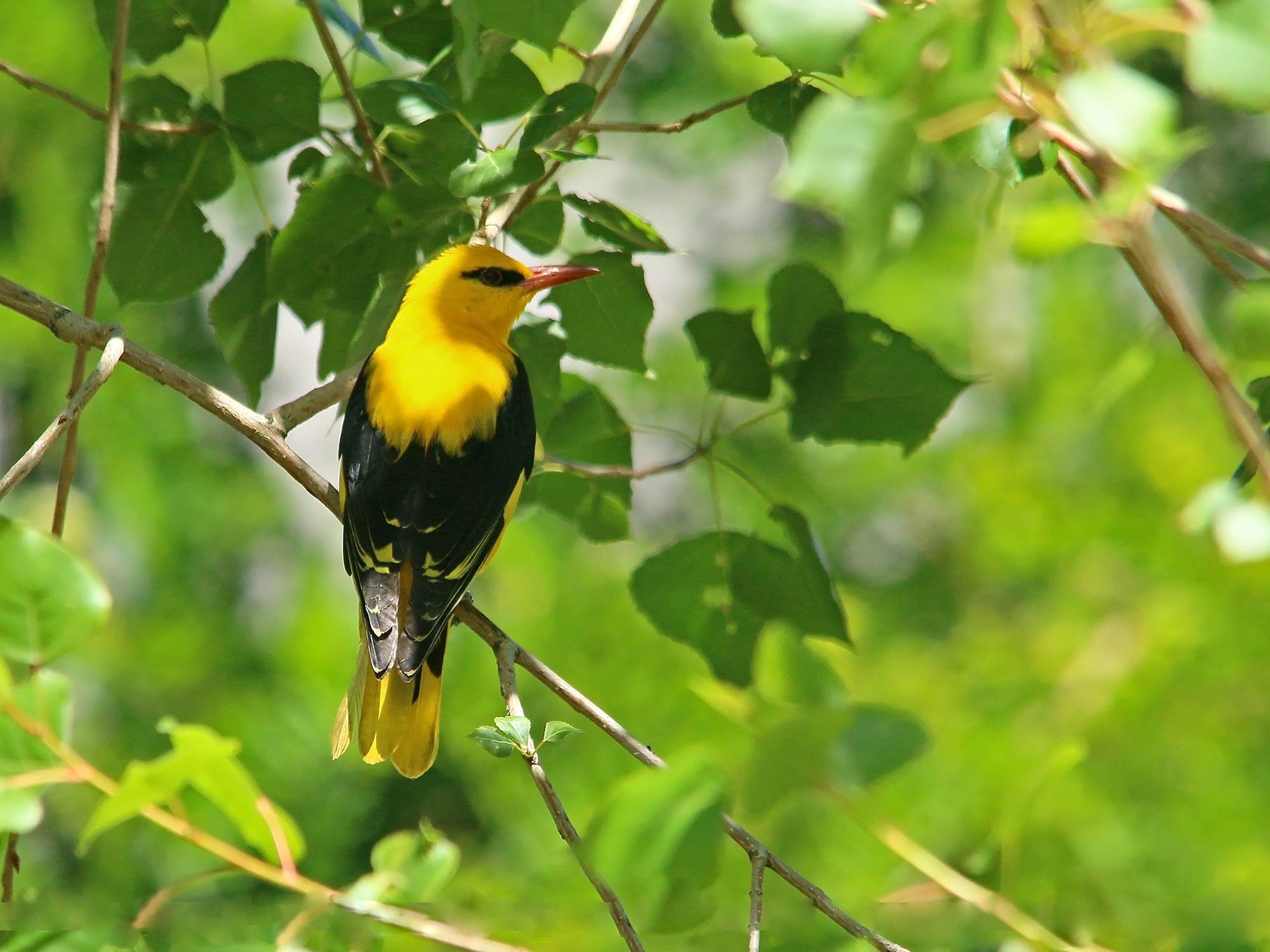
Pirol

Erhaltung und Entwicklung von lebensraumtypischen Weichholz- und Hartholzauenwäldern, Bruchwäldern sowie von lichten feuchten Laubmischwäldern mit hohen Altholzanteilen, die Erhaltung und Entwicklung von feuchten Feldgehölzen und Anlagen mit alten hohen Baumbeständen, die Verbesserung des Wasserhaushaltes zur Stabilisierung eines lebensraumtypischen Wasserstandes in Feucht- und Auwäldern sowie des Nahrungsangebotes im Umfeld der Brutplätze

#### Schwarzspecht
Erhaltung und Entwicklung von lebensraumtypischen Laub- und Mischwäldern mit hohen Alt- und Totholzanteilen (bis zu zehn Bäume je Hektar), die Vermeidung der Zerschneidung der besiedelten Waldgebiete, die Erhaltung und Entwicklung von sonnigen Lichtungen, Waldrändern, lichten Waldstrukturen und Kleinstrukturen als Nahrungsflächen, die Verbesserung des Nahrungsangebotes, die Erhaltung von Höhlenbäumen sowie Förderung eines dauerhaften Angebotes geeigneter Brutbäume sowie die Vermeidung von Störungen an den Brutplätzen (März bis Juni)

#### Wespenbussard

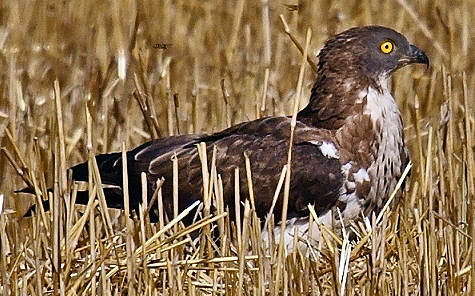
Wespenbussard

Erhaltung und Entwicklung von Laub- und Laubmischwäldern mit lichten Altholzbeständen in strukturreichen, halboffenen Kulturlandschaften, die Erhaltung und Entwicklung von Lichtungen und Grünlandbereichen, strukturreichen Waldrändern und Säumen als Nahrungsflächen mit einem reichhaltigen Angebot an Wespen, die Verbesserung der Nahrungsangebotes (reduzierte Düngung, keine Pflanzenschutzmittel), die Erhaltung der Horstbäume mit einem störungsarmen Umfeld sowie die Vermeidung von Störungen an den Brutplätzen von Mai bis August

## Zusammenhang mit anderen Schutzgebieten
Mit dem Vogelschutzgebiet „Davert“ sind folgende, zusammenhängende Schutzgebiete ausgewiesen:
- FFH-Gebiet „Davert“
- Naturschutzgebiet „Davert (Naturschutzgebiet, Coesfeld)“ (COE-023)
- Naturschutzgebiet „Emmerbach mit angrenzenden Flächen“ (COE-082)
- Naturschutzgebiet „Davert (Naturschutzgebiet, Münster)“ (MS-014)
- Naturschutzgebiet „Davert (Naturschutzgebiet, Warendorf)“ (WAF-051)